# Тітусвілл (Нью-Йорк)
Тітусвілл (англ. Titusville) — переписна місцевість (CDP) в США, в окрузі Дачесс штату Нью-Йорк. Населення — 729 осіб (2020).

## Географія
Тітусвілл розташований за координатами 41°39′57″ пн. ш. 73°52′3″ зх. д. / 41.66583° пн. ш. 73.86750° зх. д. (41.665846, -73.867477).  За даними Бюро перепису населення США в 2010 році переписна місцевість мала площу 1,79 км², з яких 1,79 км² — суходіл та 0,00 км² — водойми.

## Демографія
Згідно з переписом 2010 року, у переписній місцевості мешкало 811 осіб у 296 домогосподарствах у складі 252 родин. Густота населення становила 453 особи/км².  Було 304 помешкання (170/км²).
Расовий склад населення:
| - 91,1 % — білих - 4,8 % — чорних або афроамериканців - 1,8 % — азіатів - 1,0 % — осіб інших рас |

До двох чи більше рас належало 1,2 %. Частка іспаномовних становила 7,6 % від усіх жителів.
За віковим діапазоном населення розподілялося таким чином: 22,8 % — особи молодші 18 років, 59,0 % — особи у віці 18—64 років, 18,2 % — особи у віці 65 років та старші. Медіана віку мешканця становила 46,6 року. На 100 осіб жіночої статі у переписній місцевості припадало 96,8 чоловіків;  на 100 жінок у віці від 18 років та старших — 93,8 чоловіків також старших 18 років.
Середній дохід на одне домашнє господарство  становив 88 793 долари США (медіана — 100 859), а середній дохід на одну сім'ю — 102 715 доларів (медіана — 107 273). За межею бідності перебувало 2,1 % осіб, у тому числі 5,5 % дітей у віці до 18 років та 0,0 % осіб у віці 65 років та старших.
Цивільне працевлаштоване населення становило 242 особи. Основні галузі зайнятості: освіта, охорона здоров'я та соціальна допомога — 44,2 %, роздрібна торгівля — 14,0 %, будівництво — 13,2 %.